# Strongylopus grayii
Strongylopus grayii és una espècie de granota que viu a Lesotho, Santa Helena, Sud-àfrica, Eswatini i, possiblement també, a Botswana i Namíbia.